# Théodore Dubois
François Clément Théodore Dubois (Rosnay, 24 augustus 1837 - Parijs, 11 juni 1924) was een Frans componist, organist en muziekpedagoog.

## Muzikale loopbaan
Hij was leerling aan het Parijse conservatorium en studeerde theorie bij Antoine François Marmontel, compositie bij François Bazin en Ambroise Thomas, directeur van het conservatorium, en orgel bij François Benoist.
Dankzij het winnen van de Prix de Rome was hij vanaf 1868 werkzaam als koordirigent aan St. Clotilde in Parijs. Hij volgde negen jaar later Camille Saint-Saëns op als organist aan La Madeleine. In het jaar 1871 werd hij benoemd tot docent harmonieleer aan het Parijse conservatorium, waarvan hij van 1896 tot 1905 directeur was. Tot zijn leerlingen behoorden Paul Dukas, Fernand de La Tombelle, Xavier Leroux en Florent Schmitt.
Dubois werd in 1905 gedwongen af te treden als directeur van het Conservatoire, omdat hij geweigerd had de Prix de Rome toe te kennen aan Maurice Ravel. De verontwaardiging daarover werd nog aangewakkerd door een vlammende open brief die Romain Rolland geschreven had. Gabriel Fauré nam het directeurschap over.
Théodore Dubois was een onbemind figuur. Hij werd geminacht als de auteur van een verbiedende verhandeling over harmonie en is het symbool geworden van een fel bekritiseerd 'academisme'. Toen Dubois een vioolsonate opdroeg aan de beroemde violist Eugène Ysaÿe, trachtte Vincent d'Indy hem ertoe te bewegen dit gebaar van de "macabere componist" Dubois niet aan te nemen. Ysaÿe trok zich daar niets van aan en heeft de sonate wel degelijk uitgevoerd. Ysaÿe was ook dirigent en voerde in Brussel twee van Dubois' drie symfonieën uit.
Als componist was Dubois conservatief en heeft hij weinig invloed uitgeoefend. Hoewel hij in het Franse muziekleven een vooraanstaande positie innam en meer dan 150 werken geschreven heeft, speelde hij in de richtingenstrijd tussen de aanhangers van Claude Debussy en de door Vincent d'Indy geleide school van César Franck slechts een bijrol. In de eerste plaats heeft hij een belangrijk oeuvre voor orgel op zijn naam staan. Verder componeerde hij onder meer opera's, oratoria, missen, orkestwerken, kamermuziek en liederen in een min of meer klassieke stijl. Zijn populairste werk en nog steeds vaak gespeeld, is de Toccata voor orgel uit 1889.

## Publicatie
- Théodore Dubois (red. Christine Collette-Kléo): Souvenirs de ma vie. Uitg. Symétrie, Lyon, 2009. ISBN 978-2-914373-42-5